# Joseph Barbato
Pour les articles homonymes, voir Barbato.
Joseph Barbato, né le 11 août 1994 à Bastia, est un footballeur français. Ancien espoir du SC Bastia, club avec lequel il remporte la Ligue 2 en 2012, l'année des 20 ans de la catastrophe de Furiani, il est actuellement en contrat avec l’etoile Filante bastiaise.

## Biographie
Prêté par le SC Bastia à l'US Colomiers pour la saison 2014-2015, il se fait renvoyer de prêt lors du mercato d'hiver. Il effectue un essai sans réussite dans le club polonais du Korona Kielce. Début 2015, il résilie son contrat avec le SC Bastia. 2017-2018 il joue à l'Etoile Filante Bastia.

## Palmarès
- SC Bastia
  - Champion de France de Ligue 2 en 2012

## Statistiques

### En club
| Saison                | Club                  | Championnat           | Championnat | Championnat | Coupe nationale | Coupe nationale | Coupe de la Ligue | Coupe de la Ligue | Total | Total |
| Saison                | Club                  | Division              | M.          | B.          | M.              | B.              | M.                | B.                | M.    | B.    |
| 2011-2012             | SC Bastia             | 2                     | 1           | 0           | -               | -               | -                 | -                 | 1     | 0     |
| 2012-2013             | SC Bastia             | 1                     | 5           | 0           | 1               | 0               | 1                 | 0                 | 7     | 0     |
| 2013-2014             | SC Bastia             | 1                     | 4           | 0           | 1               | 0               | -                 | -                 | 5     | 0     |
| Sous-total            | Sous-total            | Sous-total            | 10          | 0           | 2               | 0               | 1                 | 0                 | 13    | 0     |
| Total sur la carrière | Total sur la carrière | Total sur la carrière | 10          | 0           | 2               | 0               | 1                 | 0                 | 13    | 0     |